# 須崎屋
須崎屋（すざきや）は、長崎県南島原市に本社を置く、カステラの製造業者である。

## 沿革
- 1867年（慶応3年） - 初代伊藤安次郎が、現在地にて創業
- 1888年（明治21年） - 2代目伊藤傳次郎が継承
- 1914年（大正3年）
  - 3代目伊藤萬吉が代表に就任
  - 「五三焼かすてら」の製法を完成
- 1945年（昭和20年） - 4代目伊藤洲二が代表に就任
- 1975年（昭和50年） - 5代目伊藤代二が代表に就任
- 2000年（平成12年） - 伝統製法「五三焼かすてら」にさらに磨きをかけ、 平成の「五三焼かすてら」が完成
- 2016年（平成28年） - 6代目伊藤剛が代表に就任

## 商品
- 五三焼かすてら
- 極上五三焼かすてら